# Calamopteryx
Calamopteryx is een geslacht van straalvinnige vissen uit de familie van naaldvissen (Bythitidae).

## Soorten
- Calamopteryx goslinei Böhlke & Cohen, 1966
- Calamopteryx jeb Cohen, 1973
- Calamopteryx robinsorum Cohen, 1973